# Салменижское общество
Салмени́жское общество — сельское общество, входившее в состав Сямозерской волости Петрозаводского уезда Олонецкой губернии.
Общество объединяло населённые пункты, расположенные возле озера Шотозеро и на территориях, прилегающих к нему.
В настоящее время территория общества относится к Пряжинскому району Карелии.
Согласно «Списку населённых мест Олонецкой губернии по сведениям за 1905 год» общество состояло из следующих населённых пунктов:
| Номер по порядку | Название населённого пункта | Название реки или озера, на котором расположено поселение | Расстояние до уездного города в верстах | Всего жителей |
| 368              | 1. Салменица                | озеро Шотозеро                                            | 108                                     | 109           |
| 369              | 2. Занкелица                | оз. Шотозеро                                              | 108                                     | 50            |
| 370              | 3. Миккелица                | оз. Миккильское                                           | 113                                     | 176           |
| 371              | 4. Лахта                    |                                                           | 113                                     | 28            |
| 372              | 5. Матчелица                |                                                           | 113                                     | 53            |